# 丘陵湖 (伊利諾伊州)
丘陵湖（英語：Lake in the Hills）是位於美國伊利諾伊州麥克亨利縣的一個村落。

## 地理
丘陵湖的座標為42°11′12″N 88°20′51″W / 42.18667°N 88.34750°W，而該地最高點為海拔高度264米（即866英尺）。

## 人口
根據2010年美國人口普查的數據，丘陵湖的面積為10.54平方千米，當中陸地面積為10.31平方千米，而水域面積為0.23平方千米。當地共有人口28965人，而人口密度為每平方千米2,748人。